# Téboulba (délégation)
Téboulba est une délégation tunisienne dépendant du gouvernorat de Monastir.
| Hommes | Classe d’âge | Femmes |
| ------ | ------------ | ------ |
| 468    | 75 ou +      | 660    |
| 2 298  | 60-74 ans    | 2 260  |
| 3 599  | 45-59 ans    | 3 432  |
| 4 328  | 30-44 ans    | 4 583  |
| 4 465  | 15-29 ans    | 4 580  |
| 5 444  | 0-14 ans     | 4 932  |